# Challenge Tour 2001/02
Die Challenge Tour 2001/02 war eine Serie von Snookerturnieren, die während der Spielzeit 2001/02 parallel zur Snooker Main Tour ausgetragen wurde. Die Tour umfasste 160 Spieler, die in vier eigenen Events gegeneinander antraten und zudem an der Qualifikation der Snookerweltmeisterschaft 2002 sowie teilweise an der Benson and Hedges Championship 2001 teilnahmen. Aus den Ergebnissen der vier Challenge-Tour-Events und der WM-Qualifikation wurde am Ende eine Gesamtwertung errechnet, über die Startberechtigungen für die nächste Main Tour und die nächste Challenge Tour vergeben wurden.

## Modus
Die Challenge Tour 2001/02 wurde vom professionellen Weltverband parallel zur Main Tour 2001/02 und zur WSA Open Tour 2001/02 ausgetragen. Im Gegensatz zur WSA Open Tour handelte es sich um eine professionelle Tour mit Qualifikationsbeschränkungen, wenngleich beide Turnierserien als Qualifikationswege für die Main Tour dienten. Die Challenge Tour galt dabei nach der Main Tour als „zweitklassige“ Profitour. Erstmals wurde die Anzahl der Spieler auf der Tour beschränkt; 160 Spieler hatten sich für die Teilnahme an der Tour qualifiziert. Darunter fielen die 64 am Ende der Main Tour 2000/01 nicht für die nächste Saison qualifizierten Spieler und die besten 64 nicht anderweitig qualifizierten Spieler der Endwertung der Challenge Tour 2000/01. Weitere 28 Startplätze wurden an jene Challenge-Tour-Spieler der Saison 2000/01 vergeben, die auf einer virtuellen Endwertung ohne die Ergebnisse der Qualifikation zur Snookerweltmeisterschaft 2001 die besten 28 noch nicht qualifizierten Spieler darstellten. Die übrigen vier Plätze wurden über Wildcards des Weltverbandes vergeben. Im Falle von Spielern, die ihre Startberechtigungen ausschlugen, gingen die freien Tourplätze an die jeweils nächsten in Frage kommenden Spieler. Für die Teilnahme an der Challenge Tour war eine Mitgliedschaft im professionellen Weltverband verpflichtend.
Die Challenge Tour bestand zunächst aus vier Events, die in ausgewählten Snookerclubs im Vereinigten Königreich ausgetragen wurden. In dieser Spielzeit handelte es sich um den Manhattan Snooker Club in Harrogate und den Jesters Snooker Club in Swindon, die beide jeweils zwei Events übernahmen. An diesen Turnieren durften nur die 160 Challenge-Tour-Spieler teilnehmen. Die Events gingen jeweils über einige Tage und wurden im K.-o.-System mit aufsteigenden Best-of-Modi ausgetragen. Für jedes Event wurde eine Setzliste erstellt, deren Positionen abhängig vom Qualifikationsweg der Teilnehmer vergeben wurden. Die Main-Tour-Spieler hatten Vorrang, gefolgt von den 64 Challenge-Tour-Spielern; die übrigen 32 Spieler folgten danach. Des Weiteren durften die Challenge-Tour-Spieler auch an der Qualifikation der Snookerweltmeisterschaft 2002 teilnehmen, die eigentlich ein Main-Tour-Turnier war, aber als wichtigstes Turnier des Profisnookers eine hervorgehobene Rolle spielte. Bei diesen fünf Turnieren erhielten die teilnehmenden Spieler abhängig von ihren Ergebnissen neben Preisgeldern auch Punkte, mit denen am Ende eine „Order of Merit“ genannte Endwertung errechnet wurde. Über diese Endwertung wurden am Ende Startberechtigungen für die nächste Main Tour und die nächste Challenge Tour vergeben.
Die folgende Tabelle zeigt den Preisgeld- und Punkteschlüssel für die vier Challenge-Tour-Events. Der Punkteschlüssel für die WM-Qualifikation unterschied sich sowohl vom Punkteschlüssel der Challenge-Tour-Events als auch vom Punkteschlüssel für die Main-Tour-Spieler, die genaue Punkteverteilung lässt sich für diese Saison aber nicht eindeutig belegen.
| Runde     | Sieger  | Finalist | Halbfinalist | Viertelfinalist | Letzte 16 | Letzte 32 | Runde 3    | Runde 2 | Runde 1 | Breaks HB | Breaks HB     | Breaks HB     | insg.    |
| Runde     | Sieger  | Finalist | Halbfinalist | Viertelfinalist | Letzte 16 | Letzte 32 | Runde 3    | Runde 2 | Runde 1 | Höchstes  | Zweithöchstes | Dritthöchstes | insg.    |
| Punkte    | 2500    | 2050     | 1750         | 1450            | 1150      | 900       | 650 325 gS | 400     | 200     | –         | –             | –             | n. a.    |
| Preisgeld | 5.000 £ | 2.500 £  | 1.000 £      | 500 £           | 300 £     | 250 £     | 175 £      | –       | –       | 500 £     | 350 £         | 175 £         | 25.000 £ |

Zusätzlich hatten die zu diesem Zeitpunkt führenden Spieler der Challenge Tour 2001/02 auch die Möglichkeit, an der Benson and Hedges Championship 2001 teilzunehmen, dem Qualifikationsturnier für das Masters 2002. Dort konnten sie allerdings keine Punkte für die „Order of Merit“ gewinnen, wenngleich es Preisgelder zu gewinnen gab.

## Events
Wie oben beschrieben wurden im Rahmen der Challenge Tour 2001/02 vier eigene Events ausgespielt. Die folgende Tabelle gibt einen Überblick über diese vier Turniere:
| Nr. | Datum              | Austragungsort                     | Sieger         | Ergebnis | Finalist    |
| --- | ------------------ | ---------------------------------- | -------------- | -------- | ----------- |
| 1   | 8. bis 14. Oktober | Harrogate – Manhattan Snooker Club | James Reynolds | 6:5      | Steve Judd  |
| 2   | 3. bis 9. Dezember | Swindon – Jesters Snooker Club     | Leo Fernandez  | 6:3      | Ryan Day    |
| 3   | 7. bis 13. Januar  | Harrogate – Manhattan Snooker Club | Lee Spick      | 6:3      | Joe Delaney |
| 4   | 4. bis 10. März    | Swindon – Jesters Snooker Club     | David Gilbert  | 6:3      | Ryan Day    |

Daneben waren wie oben beschrieben auch die Benson and Hedges Championship 2001 sowie die Snookerweltmeisterschaft 2002 bzw. deren Qualifikation Teil des offiziellen Kalenders der Challenge Tour 2001/02. Bei der Benson and Hedges Championship konnte Ryan Day als einer der Challenge-Tour-Vertreter das Endspiel erreichen und sich mit einem 9:5-Sieg über Hugh Abernethy eine Wildcard für das Masters 2002 erspielen. Dort konnte er in der Wildcardrunde noch Dave Harold besiegen, ehe er im Achtelfinale mit 0:6 gegen den siebenfachen Ex-Weltmeister Stephen Hendry verlor. Es war erst das zweite Mal nach Shaun Murphy in der vorherigen Spielzeit, dass sich ein Challenge-Tour-Spieler über die Benson and Hedges Championship für das Masters qualifizierte. Daneben erzielte Day auch in der WM-Qualifikation das beste Ergebnis eines Challenge-Tour-Spielers, als er in die vorletzte Qualifikationsrunde und damit unter die letzten 64 Spieler kam. James Reynolds und Jason Weston schieden in der drittletzten Qualifikationsrunde aus, Lee Spick in der viertletzten.

## Order of Merit
Die Endwertung der Challenge Tour wurde aus den Ergebnissen der vier Challenge-Tour-Events und der WM-Qualifikation beziehungsweise den dort gewonnenen Punkten errechnet. Neben den 160 Challenge-Tour-Spielern wurden auch die zehn Amateure, die sich für die Qualifikation der Snookerweltmeisterschaft 2002 angemeldet hatten, auf der Rangliste geführt. Diese umfasste daher insgesamt 170 Namen. Über die Endwertung wurden auch die anfangs ausgelobten Startberechtigungen für die nächste Saison vergeben. Die besten acht Spieler erhielten einen Platz auf der Main Tour 2002/03, die nächsten 64 Spieler qualifizierten sich für die Challenge Tour 2002/03. Bereits anderweitig qualifizierte Spieler wurden bei der Vergabe ausgeklammert. Die folgende Tabelle zeigt die Top 16 der Endwertung.
| Platz | Spieler        | Punkte |
| ----- | -------------- | ------ |
| 1     | Ryan Day       | 10900  |
| 2     | Lee Spick      | 8250   |
| 3     | James Reynolds | 7800   |
| 4     | Simon Bedford  | 6825   |
| 5     | Jason Weston   | 6450   |
| 6     | Leo Fernandez  | 6400   |
| 7     | Darren Clarke  | 6150   |
| 8     | David Gilbert  | 5975   |
| 9     | Shailesh Jogia | 5875   |
| 10    | Mehmet Husnu   | 5425   |
| 11    | David McLellan | 5075   |
| 12    | Eddie Manning  | 4875   |
| 13    | John Whitty    | 4825   |
| 14    | Ian Brumby     | 4800   |
| 15    | Willie Thorne  | 4750   |
| 16    | Steve Judd     | 4725   |